# Neostomatoceras chalcidiformis
Neostomatoceras chalcidiformis is een vliesvleugelig insect uit de familie bronswespen (Chalcididae). De wetenschappelijke naam is voor het eerst geldig gepubliceerd in 1920 door Girault.